# Tethya hibernica
Tethya hibernica är en svampdjursart som beskrevs av Heim, Nickel, Picton och Brümmer 2007. Tethya hibernica ingår i släktet Tethya och familjen Tethyidae. Inga underarter finns listade i Catalogue of Life.